# Deutsche Fußballmeisterschaft der B-Junioren 1996/97
Die deutsche B-Jugendmeisterschaft 1997 war die 21. Auflage dieses Wettbewerbes. Meister wurde der FC Bayern München, das im Finale Werder Bremen mit 3:0 besiegte.

## Teilnehmende Mannschaften
| Regionalverband Nord                                                                                             | Regionalverband West                                                              | Regionalverband Südwest                                                                              | Regionalverband Süd | Regionalverband Nordost |
| --- | --------------------------------------------------------------------------------- | --- | --- | --- |
| - Schleswig-Holstein: Holstein Kiel - Hamburg: Hamburger SV - Bremen: Werder Bremen - Niedersachsen: Hannover 96 | - Westfalen: VfL Bochum - Mittelrhein: 1. FC Köln - Niederrhein: KFC Uerdingen 05 | - Rheinland: Eisbachtaler Sportfreunde - Südwest: 1. FC Kaiserslautern - Saarland: 1. FC Saarbrücken | - Hessen: Eintracht Frankfurt - Baden: Karlsruher SC - Südbaden: SC Freiburg - Württemberg: VfB Stuttgart - Bayern: FC Bayern München | - Mecklenburg-Vorpommern: FC Hansa Rostock - Brandenburg: FC Energie Cottbus - Berlin: FC Hertha 03 Zehlendorf - Sachsen-Anhalt: 1. FC Magdeburg - Thüringen: FC Carl Zeiss Jena - Sachsen: 1. FC Dynamo Dresden |

## Vorrunde
| Datum                       |                           | Ergebnis              |                      |
| --------------------------- | ------------------------- | --------------------- | -------------------- |
| Gruppe Nord-West:           |                           |                       |                      |
| So 22. Juni 1997, 11:00 Uhr | SV Werder Bremen          | 2:2 n. V. (4:1 i. E.) | KFC Uerdingen 05     |
| So 22. Juni 1997, 11:00 Uhr | 1. FC Magdeburg           | 1:2                   | 1. FC Köln           |
| So 22. Juni 1997, 11:00 Uhr | FC Hertha 03 Zehlendorf   | 1:1 n. V. (5:4 i. E.) | Hamburger SV         |
| Gruppe Süd-Südwest:         |                           |                       |                      |
| So 22. Juni 1997, 11:00 Uhr | 1. FC Dynamo Dresden      | 1:2                   | 1. FC Kaiserslautern |
| So 22. Juni 1997, 13:00 Uhr | Eisbachtaler Sportfreunde | 0:3                   | FC Carl Zeiss Jena   |

## Achtelfinale
| Datum                       |                         | Ergebnis |                    |
| --------------------------- | ----------------------- | -------- | ------------------ |
| Gruppe Nord-West:           |                         |          |                    |
| So 29. Juni 1997, 11:00 Uhr | FC Hertha 03 Zehlendorf | 1:2      | VfL Bochum         |
| So 29. Juni 1997, 10:00 Uhr | FC Energie Cottbus      | 0:7      | 1. FC Köln         |
| So 29. Juni 1997, 11:00 Uhr | SV Werder Bremen        | 8:0      | FC Hansa Rostock   |
| So 29. Juni 1997, 13:00 Uhr | Hannover 96             | 8:0      | Holstein Kiel      |
| Gruppe Süd-Südwest:         |                         |          |                    |
| So 29. Juni 1997, 10:30 Uhr | 1. FC Kaiserslautern    | 1:2      | Karlsruher SC      |
| So 29. Juni 1997, 14:30 Uhr | VfB Stuttgart           | 8:1      | FC Carl Zeiss Jena |
| So 29. Juni 1997, 11:00 Uhr | Eintracht Frankfurt     | 6:2      | SC Freiburg        |
| So 29. Juni 1997, 11:00 Uhr | 1. FC Saarbrücken       | 2:6      | FC Bayern München  |

## Viertelfinale
| Datum                      |                     | Ergebnis |                   |
| -------------------------- | ------------------- | -------- | ----------------- |
| Gruppe Nord-West:          |                     |          |                   |
| So 6. Juli 1997, 11:00 Uhr | VfL Bochum          | 1:0      | 1. FC Köln        |
| So 6. Juli 1997, 11:00 Uhr | Hannover 96         | 2:3      | SV Werder Bremen  |
| Gruppe Süd-Südwest:        |                     |          |                   |
| So 6. Juli 1997, 10:30 Uhr | Karlsruher SC       | 2:3      | VfB Stuttgart     |
| So 6. Juli 1997, 11:00 Uhr | Eintracht Frankfurt | 0:4      | FC Bayern München |

## Halbfinale
| Datum                       |               | Ergebnis |                   |
| --------------------------- | ------------- | -------- | ----------------- |
| Gruppe Nord-West:           |               |          |                   |
| So 13. Juli 1997, 11:00 Uhr | VfL Bochum    | 1:3      | SV Werder Bremen  |
| Gruppe Süd-Südwest:         |               |          |                   |
| So 13. Juli 1997, 11:00 Uhr | VfB Stuttgart | 0:3      | FC Bayern München |

## Finale
| FC Bayern München                                                          | FC Bayern München | SV Werder Bremen | SV Werder Bremen |
| -------------------------------------------------------------------------- | --- | --- | ---------------- |
| FC Bayern München                                                          | \| Sonntag, 20. Juli 1997 um 11:00 Uhr in Unterhaching (Stadion Am Sportpark) \| \| Ergebnis: 3:0 (2:0) \| \| Zuschauer: 3.500 \| \| Schiedsrichter: Michael Prengel (Düsseldorf) \| | \| Sonntag, 20. Juli 1997 um 11:00 Uhr in Unterhaching (Stadion Am Sportpark) \| \| Ergebnis: 3:0 (2:0) \| \| Zuschauer: 3.500 \| \| Schiedsrichter: Michael Prengel (Düsseldorf) \|                                                                                         | SV Werder Bremen |
| FC Bayern München                                                          | Matthias Küfner – Marcin Mamzer, Stephan Kling, Stefan Bürgermeier, Simon Kelletshofer – Sebastian Backer, Benjamin Schöckel, Steffen Hofmann (66. Sebastian Bönig), Zvjezdan Misimović (60. Daniel Jungwirth) – Patrick Mölzl (51. Thomas Hitzlsperger), Aykin Aydemir (45. David Reinisch) Cheftrainer: Udo Bassemir | Tim Hashagen – Simon Knipper (30. Benjamin Tietz), Hannes Wilking, Markus Krösche, Lars Schmedes – Sedat Korkmaz (56. Dennis Votava), Tunc, Jan-Michael Meyerdierks (33. Torrico) – Yasin Cadir (73. Cengiz Kaksi), Daniel Niemann, Marc Schacht Cheftrainer: Frank Neubarth | SV Werder Bremen |
| FC Bayern München                                                          | 1:0 Zvjezdan Misimović (32.) 2:0 Zvjezdan Misimović (35.) 3:0 Steffen Hofmann (62.) | | SV Werder Bremen |
| Sonntag, 20. Juli 1997 um 11:00 Uhr in Unterhaching (Stadion Am Sportpark) | | |                  |
| Ergebnis: 3:0 (2:0)                                                        | | |                  |
| Zuschauer: 3.500                                                           | | |                  |
| Schiedsrichter: Michael Prengel (Düsseldorf)                               | | |                  |